# اسلام عباس‌اف
اسلام عباس‌اف (به انگلیسی: Islam Abbasov؛ زادهٔ ۲۴ مارس ۱۹۹۶) یک کشتی‌گیر فرنگی‌کار اهل جمهوری آذربایجان است. وی سابقه حضور در المپیک ۲۰۲۰ توکیو را دارد.